# Crkva sv. Ivana i Pavla u Ložišćima
Crkva sv. Ivana i Pavla nalazi se u Ložišćima, općina Milna.

## Opis
Župna crkva sv. Ivana i Pavla smještena je u središnjem dijelu sela na donjem rubu Vele bande. Glavno pročelje s trolisnim završetkom građeno je pravilnim klesancima. Na glavnom portalu u plitkom reljefu su motivi rombova, rozeta i srca Isusovog, iznad profiliranog vijenca je urezana 1820. godina. Unutrašnjost je masivnim kamenim stupovima razdijeljena na tri broda, a srednji brod je pokriven zrcalnim stropom s visokom gušom. Sjeverno od crkve na uzdignutom terenu ističe se neostilski zvonik izrađen po nacrtu kipara Ivana Rendića 1888. godine.

## Zaštita
Pod oznakom Z-4332 zavedena je kao nepokretno kulturno dobro - pojedinačno, pravna statusa zaštićena kulturnog dobra.

## Vanjske poveznice
|  | Zajednički poslužitelj ima još gradiva o temi Crkva sv. Ivana i Pavla u Ložišćima |